# El Juez
El Juez (Untertitel: Los niños perdidos, deutsch Der Richter – Die verlorenen Kinder) ist eine Oper in vier Akten des österreichischen Komponisten Christian Kolonovits. Das Libretto stammt von Angelika Messner. Die Titelrolle des Richters Federico Ribas wurde speziell für José Carreras geschrieben, der mit dieser Partie nach mehreren Jahren Abstinenz von der Opernbühne im April 2014 sein Comeback feierte.

## Handlung
Die Oper behandelt das Drama der gestohlenen Kinder während der Franco-Diktatur in Spanien (1939–1975). Zehntausende Kinder nicht linientreuer Eltern wurden ihren Familien entrissen, in Kloster und ähnliche Einrichtungen gebracht und dort nach Vorstellungen des Regimes erzogen. Namen wurden geändert, die Kinder gingen für diese Familien verloren. Die römisch-katholische Kirche, die an der Aktion mitbeteiligt war, weigerte sich ihre Archive zu öffnen, um so die wahre Identität der verlorenen Kinder festzustellen.
Am Totenbett seiner Mutter erfährt Liedermacher Alberto García von der Existenz eines entführten und verschollen geglaubten Bruders. Auf der Suche nach diesem erzählt er im Lied El pañuelo de seda (Der Seidenschal) wie das Kind seiner Mutter von einer Nonne abgenommen wurde und in ein Kloster gebracht wurde. Nach einem Fernsehinterview nimmt er nicht nur die Journalistin Paula, sondern auch die Bevölkerung für sich ein, die ähnliche Schicksale erlitten hatte und setzt damit eine Bewegung gegen das Schweigen von Kirche und Politik in Gang. Sie fordern eine Öffnung der Klosterarchive, wo die Entführungen dokumentiert sein sollen.
Dr. Felix Morales, Vizepräsident des Geheimdienstes ist einer der Drahtzieher der Umerziehungsaktion. Er zwingt den Richter Federico Ribas ein Dekret zu unterschreiben das die Öffnung der Klosterarchive verbieten und somit die Einsichtnahme verhindern soll. Ribas unterschreibt das Dekrekt, obwohl er selbst in einem Kloster aufwuchs und Sympathie für die Forderungen der Bevölkerung empfindet. Er trifft sich auf Vermittlung der Journalistin Paula mit Alberto und stellt Recherchen zu seiner eigenen Identität an. Morales spinnt weiter seine Intrigen, Alberto wird der Kindesentführung beschuldigt. Alberto wird angeschossen, bevor er in Paulas Armen stirbt, erfährt er, dass Federico sein Bruder ist.

## Werkgeschichte
José Carreras bat 2009 Christian Kolonovits über eine Oper nachzudenken. Mit der Geschichte der verlorenen Kinder fand die Librettistin Angelika Messner aufgrund einer BBC-Dokumentation einen geeigneten Stoff, da auch Carreras mit seiner Familie vor dem Franco-Regime flüchten musste. Außerdem war für Kolonovits die Arbeit an der Oper eine Aufarbeitung der eigenen Kindheit, nachdem dieser in einem Internat groß wurde und die streng katholische Erziehung kennenlernte. Mit der Librettistin Angelika Messner hatte Kolonovits bereits mehrfach zusammengearbeitet, unter anderem schufen sie 2009 zusammen die Kinderoper Antonia und der Reißteufel. Geschrieben wurde das Libretto zuerst auf Deutsch, ins Spanische übersetzt wurde es von Adan Kovacics. Mit dem Libretto wurde 2010 begonnen, die Arbeit daran dauerte etwa ein halbes Jahr. Rund zwei Jahre lang war Kolonovits mit der Komposition seiner Oper beschäftigt. Für die kreative Arbeit zog sich Christian Kolonovits nach Venedig zurück und kehrte nach sechs Wochen nach Wien zurück um die gesammelten Ideen niederzuschreiben. Stilistisch besteht die Oper aus verschiedenen Elementen, von Popmusik über Volksmusik bis zur Beeinflussung von Puccini und durch Zwölftonmusik. Die Kompositionen wurden im Oktober 2013 fertiggestellt, anschließend erfolgte die Instrumentation. In der Fernsehdokumentation Eine Oper für José Carreras wurde die Entstehung des Werks gezeigt.
Bei der Uraufführung am 26. April 2014 im Teatro Arriaga in Bilbao sangen Josep Carreras (Federico Ribas, Richter), Sabina Puértolas (Paula, Journalistin), José Luis Sola (Alberto Garcís), Maria José Suàrez (María, erste Nonne), Itziar de Unda (zweite Nonne), Manel Esteve (Paco, Kameramann), Ana Ibarra (Äbtissin), Milagros Martin (Alte Frau), Carlo Colombara (Morales) sowie Alberto Núñez, Giorgi Meladze, José Manuel Díaz, Mikel Zabala (Vier Männer). Unter der musikalischen Leitung von David Giménez spielte das Orquesta Sinfónica de Bizkaia, die Chorleitung des Coro Rossini hatte Gerardo Carbajo. Die Inszenierung stammte von Emilio Sagi, das Bühnenbild von Daniel Bianco, für die Kostüme zeichnete Pepa Ojanguren und für das Licht Eduardo Bravo verantwortlich.
Weitere Aufführungen fanden im August 2014 bei den Tiroler Festspielen Erl, Anfang 2015 im Mariinski-Theater in Sankt Petersburg sowie im Juli 2016 im Theater an der Wien statt, jeweils ebenfalls mit José Carreras in der Titelrolle.